# Castuera (ort)
Castuera är en ort i Spanien.   Den ligger i provinsen Provincia de Badajoz och regionen Extremadura, i den centrala delen av landet, 250 km sydväst om huvudstaden Madrid. Castuera ligger 470 meter över havet och antalet invånare är 6 824.
Terrängen runt Castuera är platt norrut, men söderut är den kuperad. Runt Castuera är det glesbefolkat, med 9 invånare per kvadratkilometer. Castuera är det största samhället i trakten. Trakten runt Castuera består till största delen av jordbruksmark.